# Túneles de San Antonio
Los túneles de San Antonio es un accidente geográfico ubicado en la provincia de Rodríguez de Mendoza, Perú. Son formaciones rocosas, similares a puentes naturales colocados sobre el río San Antonio.

## Ubicación
Está situado en el kilómetro 72 de la Chachapoyas-Rodríguez de Mendoza, en el distrito de Nicolás, provincia de Rodríguez de Mendoza, región Amazonas, Perú. Esta aproximadamente 3 horas de distancia en automóvil desde Chachapoyas.